# Цар Давид (готель)
Готель «Цар Давид» (івр. מלון המלך דוד) — готель в Єрусалимі, Ізраїль. Відкрито в 1931 році. В даний час входить в найбільшу ізраїльську готельну мережу «Готелі Дан».
Готель також використовується в якості офіційного гостьового будинку Держави Ізраїль для важливих і відомих особистостей. Готель вважається одним з найпрестижніших готелів в Ізраїлі і отримав всесвітню популярність. Він розташований на вулиці Царя Давида в центрі міста, з видом на Старе місто і пагорб Сіон.